# أديم متوسط مجاور للمحور
الأديم المتوسط المجاور للمحور، المعروف أيضًا باسم ما قبل الجسيدة أو الأديم المتوسط الجسيدي، هو منطقة في الأديم المتوسط للتكوين العصبي لدى الجنين التي تترسب وتتشكل على الفور مع الأنبوب العصبي. كما أن خلايا هذه المنطقة تدفع الجسيدات لحجب النسيج والتي تجري عبر جانبي الأنبوب العصبي والتي تشكل عضلة وأنسجة الظهر بما في ذلك النسيج الضام والأدمة.

## التكوين وتخلق الجسيدات
يعتقد أن المنطقة المجاورة للمحور والمناطق الأخرى في الأديم المتوسط محددة بواسطة بروتينات تخلق العظم أو بروتينات تخلق العظم (BMPs) وأفراد عائلة مستقبل نمو الخلايا الليفية بطول امتداد المحور من المركز وحتى جانبي الجسم. كما تلعب الأعضاء الأخرى من عائلة عامل نمو الخلايا الليفية(FGF) دورًا مهمًا مثلما يفعل ممر ونت (Wnt). ويكون النوجين على وجه الخصوص، وهو مستهدف تحتي في ممر ونت، مناهضًا لإشارة بروتين تخلق العظام مما يؤدي إلى تكون حواجز حيث تلتقي البروتينات المناهضة ويحد من هذه الإشارة باتجاه منطقة معينة بالأديم المتوسط. وتقدم هذه الممرات سويًا تحديدًا أوليًا للأديم المتوسط المجاور للمحور ويحافظ على هذا التحديد.
ويمر النسيج بمرحلة تمديد متقاربة مثل ارتداد التلم البدائي أو مثل تكون المعيدة بالجنين. ويتمدد القردود من قاع الرأس حتى الذيل والتي من خلالها تتمدد شرائح سميكة من الأديم المتوسط المجاور للمحور
ونظرا لأن التلم البدائي يستمر في الارتداد تتكون الجسيدات من الأديم المتوسط المجاور للمحور من خلال «التبرعم الطرفي». ويتبين أن الخلايا الوليدة للخلية الجذعية في نظم نموذج معين مثل خلايا الجد الأعلى والتي تأتي من التلم البدائي أو موقع تكون المعيدة والذي يرحل ويتوطن خارج الأديم المتوسط المجاور للمحور. ونظرا لأن التلم البدائي يرتد وتتبرعم الجسيدات بشكل سابق، تنشأ خلايا جديدة من هذه الخلايا الجذعية مثل البوادر والتي تدخل باستمرار في الطرف الخلفي للأديم المتوسط المجاور للمحور

## أنسجة مشتقة
يوجد العديد من الأنسجة التي تشتق من الأديم المتوسط المجاور للمحور المجزء بواسطة الجسيدات. ومن بينها:
- البضعة العظمية التي تكون الغضروف.
- البضعة السندية التي تكون أوتار العضل.
- البضعة العضلية التي تكون العضلة الهيكلية.
- القطاع الجلدي الذي يكون الأدمة والعضلة الهيكلية.
- بطانة الخلايا.

### الأديم المتوسط الرأسي
هناك نوع معين من الأنسجة مشتق من الأديم المتوسط المجاور للمحور وهو الأَديمُ المُتَوَسِّطُ الرَّأْسِيّ. وهذا النسيج مشتق من الأديم المتوسط المجاور للمحور غير المجزأ والأديم المتوسط أمام القردود. وهذه الأنسجة مشتقة من الأديم المتوسط الرأسي بما في ذلك النسيج الضام وعضلات الوجه.ويكون الأديم المتوسط الرأسي خلال تيار إشاري منفصل عن الأديم المتوسط المجزأ على الرغم من أنه يتضمن إشارات بروتين تخلق العظم وعامل نمو الخلايا الليفية. وهنا يتفاعل حمض الريتينويك مع هذه الممرات.

## وصلات خارجية
- Overview at nih.gov
- Diagram and overview at mcgill.ca
- Diagram at lww.com